# Мыт (село)

Мыт — село в Верхнеландеховском районе Ивановской области России. Административный центр Мытского сельского поселения. Является вторым по величине населённым пунктом района после Верхнего Ландеха.
Расположено на правом берегу реки Лух при впадении в неё речки Таех, в 11 км от районного центра.

## Название
Название села происходит от слова «мыт» — пошлины, которая взималась за проезд и провоз товаров через реку Лух.
Согласно местной легенде, название селу дал преподобный Макарий Унженский. Когда он шёл в пустынь на реку Лух, местные жители отказались перевезти его через реку бесплатно. Тогда святой расплатился последней обувью — поршнями, и, сходя с парома, сказал: «Вековой мытитесь, усиленно трудитесь — вы и ваше потомство и селение ваше отныне пусть зовется «Мыть» (впоследствии — Мыт)».

## История

### Ранняя история
Первое упоминание о Мыте относится к XIV — началу XV века. Уже в XIII веке поселение в устье Таеха использовалось суздальскими князьями для своза дани. До XVIII века Мыт являлся административным центром — «станом». К XVII веку он числился центром обширного Мытнинского стана Суздальского уезда. В эти же годы за рекой Таех возник небольшой мужской Вознесенский монастырь, вокруг которого сформировалась Затаеховская слобода. В XIV веке Мыт входил в состав Стародубского княжества.

### XVII—XIX века
В 1620 году село было пожаловано царём Михаилом Фёдоровичем князю Д. М. Пожарскому. По данным 1678 года, в селе находился боярский двор, дворы приказчиков, а также 87 крестьянских и 151 бобыльский дом, что указывает на его торгово-ремесленный характер. После Пожарских селом владели князья Долгоруковы, камергер И. И. Шувалов и князья Голицыны.
В XIX веке Мыт стал центром Мытской волости Гороховецкого уезда Владимирской губернии. В это время село достигло расцвета: к середине столетия здесь насчитывалось 300 дворов. Через Мыт проходил тракт Санкт-Петербург — Нижний Новгород, на котором находилась почтовая станция. После освобождения крестьян и усиления отхожих промыслов торговая роль села несколько ослабла, хотя оно и сохранило своё транзитное значение.
Из Мыта происходил один из депутатов Иваново-Вознесенского Совета 1905 года — Иван Герасимович Спорышев.

### Советский период и современность
В 1928 году в Мыту построили больницу на 25 коек. В 1930 году был организован колхоз «Освобождённый труд», а в 1931 году начал функционировать льнозавод.
Исторический центр села имеет статус выявленного объекта культурного наследия.

## Экономика и промыслы
Исторически жители Мыта занимались не столько земледелием, сколько ремёслами и торговлей. Здесь существовала полная технологическая цепочка по переработке льна, вплоть до набивки белого холста. Село славилось плетением лаптей (ежегодный вывоз только в Москву достигал 500 тысяч пар) и изготовлением масла. Отходники из села работали пильщиками, плотниками и офенями (коробейниками).
По четвергам в Мыту устраивались базары, а в Затаеховской слободе ежегодно проходила Вознесенская ярмарка. К 1850 году торговая инфраструктура села включала 16 различных лавок, питейный дом, штофную лавку, трактир и 7 постоялых дворов.
В конце XIX века в округе появился строчевышивальный промысел. После образования в Верхнем Ландехе строчевышивальной артели (1928), в Мыту был открыт её филиал, работавший даже в годы Великой Отечественной войны.

## Образование
В 1819 году в селе была открыта одна из первых в уезде церковно-приходская школа. В 1875 году основано двухклассное образцовое училище с пятилетним сроком обучения.

## Население
| 1859 | 1897 | 1905 | 2010  |
| ---- | ---- | ---- | ----- |
| 843  | ↘662 | ↗731 | ↗1121 |

## Архитектура и градостроительство
Архитектурный облик Мыта представляет значительный историко-культурный интерес. Его формирование началось вокруг административно-композиционного центра — храмового комплекса. Основным планообразующим фактором стала не река, а проходящая через село транзитная дорога.
С развитием ремёсел и торговли линейная застройка сменилась более плотной, квартальной. Это привело к формированию «сетчатой» планировочной структуры, которая характерна для городов, но редко встречается в негородских населённых пунктах центральных областей России. Транзитная дорога делит главную сельскую площадь на две части: западную (прицерковную) и восточную (торговую). Замыкающие площадь с запада храмы с высокой ярусной колокольней придают планировке регулярность и служат её главным украшением.

## Достопримечательности

### Храмы
- Церковь Казанской иконы Божией Матери (1795).
- Церковь Николая Чудотворца (1817). Вновь открыта для богослужений в 1992 году[3]. В её здании располагается Мытский краеведческий музей.
- Церковь Вознесения Господня (1801). Построена на месте мужского Вознесенского монастыря[4] на средства крестьянина Ивана Родионова[10].
- Церковь Всех Святых (1814). Построена князем Ф. Н. Голицыным в благодарность за спасение своей семьи в войне 1812 года[3].

### Исторические здания
В селе сохранился ряд исторических гражданских построек:
- Каменный дом боярина Петра Михайловича Пожарского (первая постройка 1678 г.).
- Здание бывшего Мытского двухклассного министерского училища (1875 г.).
- Здание бывшего Кредитного товарищества (1912 г.).
- Бывшие трактиры Локтевых и трактир Горожанина.
- Дом скупщика льна И. М. Колотилова.

### Природные объекты
- Ревякинский валун (Медведь-камень). Крупнейший ледниковый валун в Ивановской области, расположенный в лесу недалеко от села. Согласно легенде, под камнем спрятан клад, из-за чего он пострадал от кладоискателей[10].

## Местные предания
Существует предание, что через Мыт проезжал Александр Сергеевич Пушкин, направляясь из Болдина в Петербург, объезжая основной тракт из-за эпидемии. Легенда гласит, что вид разлившейся реки Лух и семи дубов на берегу мог послужить одним из прообразов для вступления к поэме «Руслан и Людмила».